# Incidente di Susuzlug
L'Incidente di Susuzlug (in azero Susuzluq hadisəsi) o Esplosione vicino al villaggio di Susuzlug (in azero Susuzluq kəndi yaxınlığında partlayış), è stata l'esplosione di una mina nelle vicinanze del villaggio di Susuzlug nel distretto di Kalbajar dell'Azerbaigian il 4 giugno 2021. L'esplosione ha ucciso l'operatore della televisione azera Sirag Abiscov, il corrispondente dell'agenzia di stampa statale dell'Azerbaigian Maharram Ibrahimov e il vice rappresentante del capo del potere esecutivo del distretto di Kalbajar nel distretto amministrativo-territoriale di Susuzlug Arif Aliyev. Altre 4 persone hanno riportato lesioni fisiche di varia gravità. Questo è stato il primo caso di morte di giornalisti nel territorio in cui si sono svolte battaglie durante la seconda guerra del Nagorno Karabakh.
La parte azera ha incolpato l'Armenia per l'incidente, aggiungendo che eventi così tragici potrebbero ripetersi se la mappa delle mine piantate in Karabakh non viene trasferita in Azerbaigian. L'Armenia non ha risposto a questo. Ambasciatori e ambasciate di vari paesi in Azerbaigian, nonché Human Rights Watch, UNESCO, Consiglio d'Europa, OSCE e Federazione internazionale dei giornalisti hanno espresso preoccupazione per l'incidente e espresso le proprie condoglianze.

## Contesto storico
Il territorio della distretto di Kalbajar fu occupato dall'esercito armeno nel 1993, durante la prima guerra del Nagorno Karabakh. Come risultato dell'occupazione, 60.000 azeri che vivevano nel territorio della regione sono diventati rifugiati, più di 150 civile azero sono stati presi in ostaggio.
Durante la seconda guerra del Nagorno Karabakh, iniziata il 27 settembre 2020, le forze armate dell'Azerbaigian hanno ripreso il controllo di l'altezza strategica di Murovdag, situata sul territorio del distretto di Kalbajar. Questo è stato riconosciuto come uno dei più grandi successi militari dell'Azerbaigian dal 1992. Il 25 novembre 2020, il distretto di Kalbajar, secondo uno degli articoli della dichiarazione trilaterale che garantisce un cessate il fuoco in Karabakh, è stato restituito al controllo dell'Azerbaigian.
Lo sminamento dei territori colpiti dal conflitto del Karabakh rimane una delle principali questioni tra l'Azerbaigian e l'Armenia dopo la seconda guerra del Karabakh. Il Karabakh è considerata una delle regioni più minate al mondo. Dopo la fine della guerra, ci sono state ripetute segnalazioni di esplosioni di mine su militari e civili in Azerbaigian. Secondo i dati ufficiali, dalla firma della dichiarazione trilaterale, più di 120 persone sono state uccise o ferite dalla parte azera a causa di tali incidenti. L'Azerbaigian ha ripetutamente chiesto all'Armenia di fornire mappe dei campi minati, ma Erevan non ha dato una risposta positiva a questa richiesta. In relazione al rifiuto dell'Armenia di fornire una mappa dei territori minati in Karabakh, l'Azerbaigian ha inviato due denunce alla Corte europea dei diritti dell'uomo. La parte azera ha sottolineato che senza il trasferimento di dati sui territori minati, persisterà il rischio di una ripetizione di eventi così tragici. Il rappresentante permanente dell'Azerbaigian presso le Nazioni Unite Yascar Aliyev ha affermato in precedenza in una riunione del Consiglio di sicurezza delle Nazioni Unite che durante il conflitto, la maggior parte dei territori occupati dell'Azerbaigian, inclusi anche cimiteri, siti storici e altri oggetti civili, sono stati sistematicamente e indiscriminatamente estratti dall'Armenia. Si presume che il processo di sminamento del Karabakh durerà altri 5–7 anni.
Una serie di eventi al confine tra i due paesi che hanno coinvolto le forze armate azere e armene prima dell'incidente hanno fatto pressione su un cessate il fuoco mediato dalla Russia in vista delle elezioni in Armenia. Alla fine di maggio, l'Azerbaigian ha arrestato sei militari armeni che stavano cercando di minare il territorio di Kalbajar. La leadership armena ha dichiarato di essere impegnata nel rafforzamento della difesa della regione di confine sul proprio territorio.

## Incidente
I dipendenti dell'agenzia di stampa statale dell'Azerbaigian (AZERTAC) e della televisione dell'Azerbaigian (AzTV) si sono recati nel punto specificato per filmare nei territori che l'Azerbaigian ha riconquistato a seguito della seconda guerra del Karabakh. Il 4 giugno 2021, verso le 11, un'autovettura KAMAZ che trasportava rappresentanti dei media nel villaggio di Susuzlug nella regione di Kelbajar è stata fatta esplodere da una mina anticarro. La miniera fu posata durante l'occupazione armena.

### Vittime
L'esplosione ha ucciso tre persone e ne ha ferite altre quattro.
- Sirag Abiscov, è un operatore della televisione azera.[29] Nato il 29 agosto 1989 nella città di Gubadli, RSS Azera. Durante la prima guerra del Nagorno Karabakh, insieme alla sua famiglia, fu espulso con la forza dalla sua casa e si trasferì nella città di Sumgayit. Nel 2019 ha iniziato a lavorare per AzTV. Ucciso dall'esplosione di una mina. Gli è rimasto un figlio.[30] Dopo l'esame presso la filiale di Ganja dell'Unione di medicina legale e anatomia patologica, il suo corpo è stato consegnato a Baku.[31] Abiscov fu sepolto il 5 giugno nel vicolo dei martiri della città di Sumgayit.[32]
- Maharram Ibrahimov (Alioglu), è un corrispondente di AZERTAC. Nato il 16 aprile 1982 nel villaggio di Ardanisc, distretto di Krasnoselsky dell'RSS armeno. Nel 1989 ho frequentato la prima elementare della scuola secondaria numero 100 nell'insediamento Rasulzade del distretto Binagadi di Baku. Dopo essersi diplomato al liceo nel 1999, è entrato alla Facoltà di Giornalismo del Collegio Superiore Sociale e Politico. Dopo essersi diplomato al liceo nel 2003, è andato al servizio militare, che ha completato il 15 luglio 2004 nelle truppe interne del Ministero degli affari interni. Dal 1º settembre 2004 è stato un corrispondente e dal 16 gennaio 2007 un corrispondente di spicco di "AZERTAC". Durante la seconda guerra del Karabakh, ha seguito gli eventi nella zona di guerra. Ucciso dall'esplosione di una mina. Gli sono rimasti due figli.[33] Dopo l'esame presso la filiale di Ganja dell'Unione di medicina legale e anatomia patologica, il suo corpo è stato consegnato a Baku.[31] Ibrahimov è stato sepolto il 5 giugno accanto ai suoi genitori, nel cimitero del villaggio di Muscfigabad, nella regione di Apsceron.[34]
- Arif Agalar oglu Aliyev, vice rappresentante del capo del potere esecutivo della distretto di Kalbajar nel distretto amministrativo-territoriale di Susuzlug. È nato nel 1983 nel villaggio di Susuzlug. Durante la prima guerra del Karabakh, fu costretto a trasferirsi in un immigrato, si trasferì nel villaggio di Casabag, nella regione di Goygol. Ricopre questa posizione dal 2012. Ucciso dall'esplosione di una mina. Gli restano tre figli. Il 5 giugno 2021, il suo corpo fu portato a casa nel distretto di Goygol.[35][36] Lo stesso giorno fu sepolto nel Vicolo dei Martiri.[37]
- Emin Mammadov, è un regista della televisione azera. A seguito dell'esplosione, è rimasto ferito.[38] Dopo aver contattato il conduttore del programma "Problema Principale" (Əsas məsələ) su AzTV, Emin Mammadov ha affermato che le sue condizioni erano stabili. Il giorno dopo è stato dimesso a casa Non sono stati ancora resi noti i nomi delle altre tre vittime.[39] Uno di loro è un autista di autobus, gli altri due sono abitanti del villaggio.[40]

I nomi delle altre tre persone non sono stati ancora resi noti. Uno dei feriti era un autista di autobus e l'altro era un abitante del villaggio.

## Conclusione
Subito dopo la diffusione della notizia sui media, l'Ufficio del Procuratore Generale della Repubblica dell'Azerbaigian e il Ministero degli Affari Interni della Repubblica dell'Azerbaigian hanno confermato le informazioni sull'incidente. È stato anche riferito che i pubblici ministeri e gli agenti di polizia hanno esaminato la scena dell'incidente, è stata ordinata una visita medica forense e sono state eseguite altre azioni procedurali. Sul fatto, la Procura Militare della Repubblica dell'Azerbaigian ha avviato un procedimento penale ai sensi degli articoli 100.2 (pianificazione, preparazione, scatenamento o conduzione di una guerra aggressiva), 116.0.6 (violazione delle norme giuridiche internazionali durante un conflitto armato) e altri Codice. Al momento sono in corso intense attività investigative.
Dopo l'incidente, il fondatore del centro di addestramento militare speciale di Tigran Mets, il tenente colonnello delle forze armate armene, Koryun Gumascyan, ha dichiarato ai media armeni che 17 camion sono stati minati da Lachin e Kalbajar. Ha aggiunto che è pronto a fornire all'Azerbaigian mappe delle aree minate in cambio di "prigionieri armeni in Azerbaigian". Secondo una dichiarazione del ministero della Difesa azero l'8 giugno, un gruppo di ricognizione e sabotaggio delle forze armate armene ha attraversato il confine nella regione di Lachin per piantare una mina. Di conseguenza, uno dei membri del gruppo, il militare Arthur Kartanyan, è stato arrestato dall'esercito azero, mentre gli altri membri del gruppo si sono ritirati e hanno lasciato l'area. Il ministero della Difesa armeno ha negato le accuse di posa di mine, sostenendo che il soldato catturato aveva perso la strada a causa della nebbia. La parte azera ha successivamente rilasciato Kartanyan, con il ministero della Difesa azero che ha spiegato che il sospetto tentativo di sabotaggio non è stato confermato e il soldato ha attraversato il confine per caso, dopo essersi perso nella nebbia.
Il giorno dell'incidente, il capo del servizio stampa del Ministero del lavoro e della protezione sociale della popolazione dell'Azerbaigian, Fazil Talibov, ha affermato che Maharram Ibrahimov, Sirag Abiscov e Arif Aliyev, morti a causa dell'incidente, sarà dato lo status di "martirio".

## Reazioni

### Interna
Il presidente di AzTV Rovscan Mammadov, uno dei primi a confermare l'incidente, ha definito l'incidente "un altro esempio di vandalismo armeno e crimini commessi dal nemico contro i civili" sulla sua pagina Facebook e ha offerto le sue condoglianze alle famiglie dei due giornalisti uccisi. Il presidente dell'Azerbaigian Ilham Aliyev ha espresso le sue condoglianze alle famiglie delle vittime, il primo vicepresidente della Repubblica dell'Azerbaigian Mehriban Aliyeva ha espresso profondo dolore per l'incidente, osservando che "tutta la responsabilità per la morte di persone innocenti ricade sul politico-militare armeno comando." Hikmat Hagiyev, assistente del presidente della Repubblica dell'Azerbaigian e Il capo del dipartimento di politica estera dell'amministrazione presidenziale, ha invitato le organizzazioni internazionali a mostrare solidarietà e a condannare l'incidente, aggiungendo che i giornalisti sono "vittime di una mina antiuomo piantata dalle truppe armene sulla loro strada fuori Kalbajar."
Funzionari azeri hanno affermato che le miniere di Kalbajar sono state sepolte dalle truppe armene durante il ritiro delle truppe dopo la fine della seconda guerra del Karabakh. La portavoce del Ministero degli Affari Esteri della Repubblica dell'Azerbaigian Leyla Abdullayeva, il Ministro degli Affari Esteri della Repubblica dell'Azerbaigian Geihun Bayramov e l'Agenzia per lo sviluppo dei media della Repubblica dell'Azerbaigian (MEDIA) hanno espresso condoglianze alle famiglie dei giornalisti uccisi nel esplosione della mia. Il ministero degli Esteri azero ha accusato l'Armenia di aver violato le Convenzioni di Ginevra utilizzando mine antiuomo. Il ministro della Cultura della Repubblica dell'Azerbaigian Anar Karimov ha affermato che "l'UNESCO deve richiedere una mappa delle miniere per salvare vite umane". Il Ministro della Giustizia della Repubblica dell'Azerbaigian Fikrat Mammadov ha rivolto un appello ai copresidenti del Gruppo OSCE di Minsk e ai Ministri della Giustizia di tutti gli altri Stati membri, alti funzionari per i diritti umani delle Nazioni Unite e del Consiglio d'Europa, il Presidente della il Comitato Internazionale della Croce Rossa. Il Commissario per i diritti umani della Repubblica dell'Azerbaigian Sabina Aliyeva ha visitato le famiglie di Ibrahimov e Abiscov e ha espresso le proprie condoglianze alle famiglie delle vittime. Il capo dell'Unione dei giornalisti dell'Azerbaigian, Elcin Scijli, ha accusato l'Armenia di "violare il diritto internazionale" e ha affermato che a Kalbajar sono state recentemente sepolte mine. Il Nizami Ganjavi International Center ha condannato gli attacchi ai professionisti dei media e ha invitato entrambe le parti a "porre fine a tali pratiche".
La memoria delle persone uccise nell'incidente è stata commemorata vicino all'edificio della televisione azera. Il Comitato di Stato per gli affari della famiglia, delle donne e dei bambini della Repubblica dell'Azerbaigian ha dichiarato in una dichiarazione che i bambini di 3 famiglie sono rimasti orfani a causa dell'incidente: "È contro i diritti umani".

### Internazionale
L'ambasciatore francese in Azerbaigian Zacharie Gross, l'ambasciata italiana in Azerbaigian, l'ambasciatore israeliano in Azerbaigian George Dick, l'ambasciata russa in Azerbaigian, l'ambasciata iraniana in Azerbaigian, l'ambasciata georgiana in Azerbaigian, l'ambasciata turca in Azerbaigian e l'ambasciata ucraina in Azerbaigian hanno espresso condoglianze per la morte di due giornalisti. Il canale turco Haber Global ha condannato l'Armenia per l'incidente.
Giorgi Gogia, vicedirettore per l'Europa e l'Asia centrale di Human Rights Watch, ha affermato che l'incidente è preoccupante, soprattutto quando le mine sono state "appena interrate o prese di mira direttamente dai civili". Il commissario per i diritti umani del Consiglio d'Europa, Dunja Mijatović, ha affermato che c'è "un'urgente necessità di sminare le aree colpite". La Rappresentante OSCE per la libertà dei media, Theresa Ribeiro, ha espresso la sua profonda preoccupazione per l'incidente. Il direttore generale dell'UNESCO Audrey Azoulay ha condannato la morte di Abiscov e Ibrahimov, aggiungendo che "i giornalisti devono essere in grado di svolgere le loro funzioni senza mettere a rischio la loro sicurezza personale". Anthony Bellanger, Segretario Generale della Federazione Internazionale dei Giornalisti, e Ricardo Guiterrez, Segretario Generale della Federazione Europea dei Giornalisti, hanno espresso le loro condoglianze alle vittime e alle loro famiglie e hanno invitato le autorità armene a fornire mappe delle aree minate. L'International Press Institute si è detto "profondamente rattristato" per la morte dei due giornalisti. Gulnoza Said, coordinatore del programma del Comitato per la protezione dei giornalisti per l'Europa e l'Asia centrale, ha definito la morte di Ibrahimov e Abyshov "una tragedia inutile". Said ha invitato i funzionari armeni a condividere "mappe minerarie con i media per garantire che altri giornalisti non vengano uccisi nel conflitto". L'Campagna internazionale per il bando delle mine antiuomo ha condiviso l'incidente sul suo account Twitter e Reporter senza frontiere ha invitato entrambi i paesi a proteggere i giornalisti. Il Consiglio mondiale del giornalismo ha dichiarato in una dichiarazione che l'incidente è stato un "terrore contro tutti i giornalisti del mondo". L'Unione russa dei giornalisti ha espresso le sue condoglianze per la morte di due giornalisti.
I deputati ucraini della Verchovna Rada Lyudmila Marchenko e Marian Zablotsky hanno chiesto che l'Armenia fornisse una mappa delle aree minate. La senatrice francese e membro del Centro internazionale Nizami Ganjavi, Natalie Goulet, ha espresso le sue condoglianze alle famiglie di Ibrahimov e Abishov e ha chiesto all'Armenia di consegnare le mappe delle miniere. Frederic Dumas, membro dell'Assemblea nazionale francese, ha invitato la Francia e la comunità internazionale a "chiedere che l'Armenia fornisca una mappa delle aree minate". Allo stesso tempo, Sergei Sirbu, capo della Commissione per la sicurezza nazionale e la difesa del parlamento moldavo, e Dumtsi Diacov, capo della fazione democratica in parlamento, hanno chiesto mappe delle mine dall'Armenia. Anche Igor Korotchenko, giornalista ed esperto militare russo ed ex presidente del Consiglio pubblico del ministero della Difesa russo, ha reagito all'incidente, affermando che era importante fare appello a tutte le organizzazioni, comprese le organizzazioni europee e i giornalisti internazionali.
La parte armena non ha commentato l'incidente.